# Topographie des Terrors

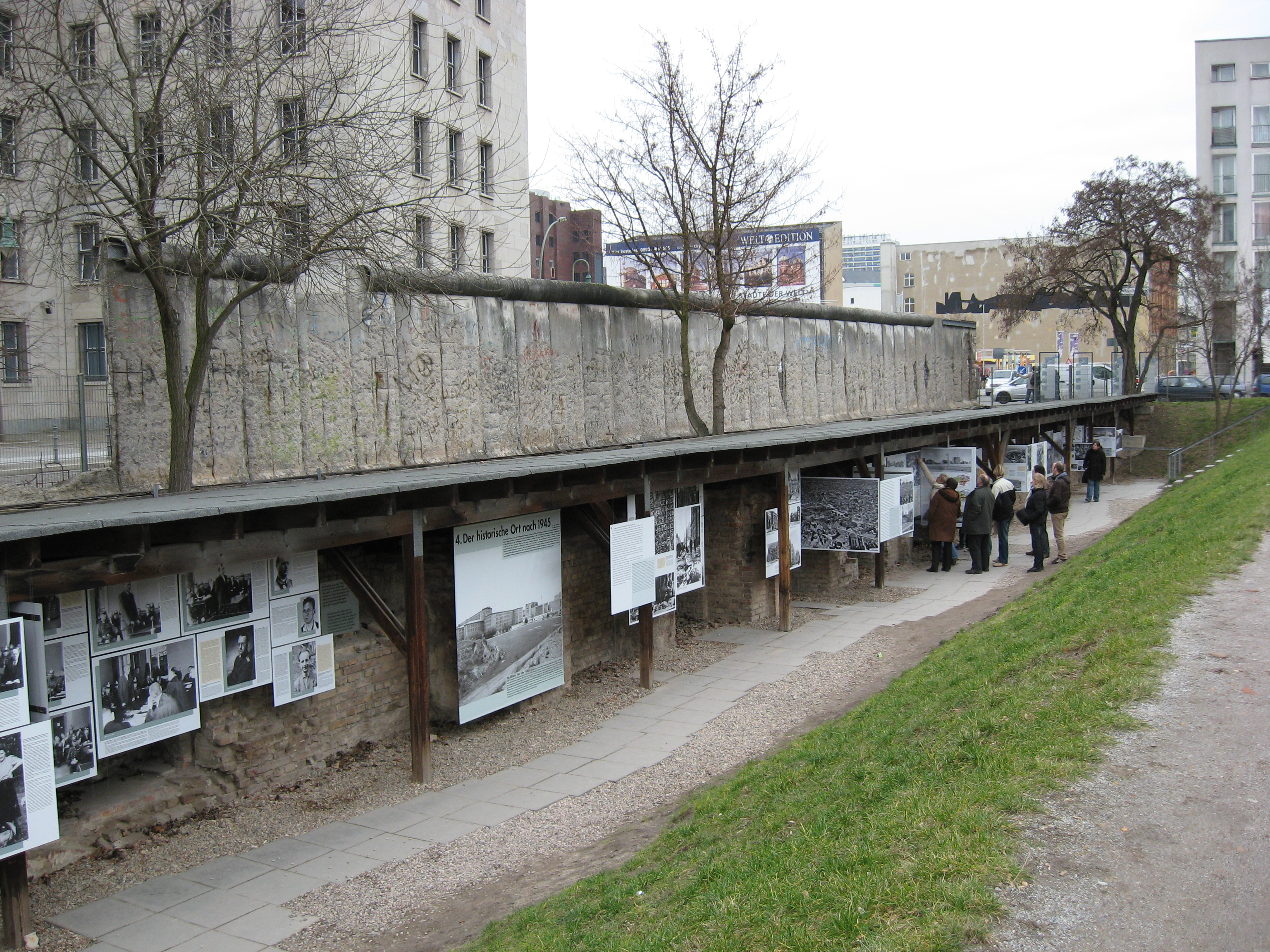
Il museo all'aperto Topographie des Terrors di Berlino.

Topographie des Terrors o, in italiano, Topografia del terrore, è un progetto nato a Berlino nel 1987 per documentare e ricercare il sistema del terrore instaurato dai nazionalsocialisti in Germania e, in seguito alla guerra, anche nei paesi via via occupati, nel periodo che va dal 1933 - presa del potere - al 1945 - fine della seconda guerra mondiale. 
Del progetto fa parte anche un'esposizione stabile, provvisoriamente all'aperto, di fotografie e documenti che si trova nella zona dell'ex Prinz-Albrecht-Straße 8, oggi rinominata Niederkirchnerstraße 8 nel quartiere di Kreuzberg. In tale luogo infatti si trovava il quartier generale della polizia segreta tedesca (Geheime Staatspolizei - Gestapo), ospitato in una ex scuola d'arti applicate. All'epoca del regime, nelle immediate vicinanze - Wilhelmstraße 102 - si trovava il palazzo Prinz-Albrecht, che dal 1934 fungeva da centrale dei servizi di sicurezza (Sicherheitsdienst - SD) e delle SS (Schutz-Staffeln) e dal 1939 vi trovò sede anche l'ufficio centrale per la sicurezza del Reich (Reichssicherheitshauptamt - RSHA).
L'ex Hotel Prinz-Albrecht, nella Prinz-Albrecht-Straße 9, era fin dal 1934 sede del Reichsführers-SS, Heinrich Himmler. Questo complesso di edifici è oggi a Berlino noto come la zona „Prinz-Albrecht-Gelände“.[1] L'installazione documentaria nella Niederkirchnerstraße 8 fa parte dei musei statali di Berlino. La superficie ora senza edifici si trova in posizione centrale tra la stazione Anhalter Bahnhof, Potsdamer Platz e l'antico centro della città (un po' più a nord si giunge alla zona della Porta di Brandeburgo).

## Storia
Dopo la demolizione delle rovine dei palazzi governativi, la zona Prinz-Albrecht-Gelände, venne tra l'altro per parecchi anni utilizzata come discarica di inerti e macerie e perfino come pista per auto. La prima mostra sulla topografia del terrore nacque in occasione del 750º anniversario di Berlino nel 1987 e venne poi proseguita. Il lavoro di ricerca per l'allestimento della mostra sfociò in un centro di documentazione, che proseguì nella raccolta di ulteriori testimonianze sul terrore nazista in particolare in Germania.
Dal 1992 esiste una fondazione con il fine di costruire e gestire un centro di documentazione con annessa mostra permanente. Ne è a capo il rabbino Andreas Nachama. L'intenzione è di utilizzare a tale scopo proprio l'areale della vecchia centrale della Gestapo nella ‘'Niederkirchnerstraße'’ 8, già Prinz-Albrecht-Straße 8, nel quartiere di Berlin-Mitte. Fin dal 1980 sono stati fatti progetti per realizzare sull'area che fu della sede della polizia segreta un luogo della memoria.

### Il progetto Zumthor
Il bando del 1993 per il complesso museale venne vinto da un architetto svizzero, Peter Zumthor, con un progetto strepitoso. Le prescrizioni del bando: forme semplici, solamente per “velare” un luogo che avrebbe dovuto parlare da sé, vennero interpretate dall'architetto con la soluzione di inglobare il linguaggio formale delle baracche dell'esposizione provvisoria. L'idea, che prevedeva una struttura portante in travi di cemento, ricordava infatti lo scheletro di una baracca, che tuttavia, attraverso le diverse aperture vetrate, lasciava entrare molta luce, producendo, all'interno, ombre d'aspetto regolare.
In corso d'opera ci si rese però conto che l'opera sarebbe stata assai più costosa del previsto. Già la soluzione tecnica del sistema portante era più costosa. La ditta che si occupava di realizzare questo manufatto andò quindi in fallimento e non si trovò un'altra impresa disposta a realizzarlo con costi accettabili. La municipalità berlinese non era in grado di sostenere tali costi e un intervento statale ritardava.
Così, dopo altri 15 anni, nel marzo 2004, il direttore scientifico della fondazione Topographie des Terrors, lo storico Reinhard Rürup, si dimise per protesta. Lo spunto era venuto dalla notizia che il denaro stanziato dallo Stato non sarebbe stato erogato. Lo storico rimproverava alle autorità regionali e statali solo un tiepido sostegno, come si lesse sui giornali.
Ne nacque tra l'altro anche una vertenza col progettista Zumthor, che si chiuse con un accordo. Ma del progetto originario, in questo modo, rimanevano solo le tre torri già realizzate sul vecchio areale Gestapo, che vennero pertanto demolite a loro volta nell'inverno 2004.

### Nuovo concorso del 2005
Nel giugno 2005 venne indetto quindi un nuovo bando di progettazione. Tra 309 proposte inviate e 23 prescelte vinsero definitivamente a gennaio 2006 l'architetto Ursula Wilms dello studio berlinese Heinle, Wischer e Partner e l'architetto del paesaggio Heinz W. Hallmann. Il progetto prevede un edificio quadrato e vetrato ad un solo piano, ma con un altro interrato, che dovrebbe disporre di una superficie utile di 3.500 m² . Per la costruzione sono stati stanziati 15 milioni di Euro. Altri 5 e fino ad eventuali 9 milioni sono previsti per gli interni e per la sistemazione dell'areale.
Il 2 novembre 2007 è finalmente iniziata la costruzione del nuovo edificio del centro di documentazione, l'apertura al pubblico è avvenuta per il 65º anniversario della fine della guerra, il 7 maggio 2010.

## Film
- Schaltzentrale der Hölle. Was passiert mit der „Topographie des Terrors“ in Berlin? Documentario, ZDF, 20 luglio 2004, 7:08 Min.